# Феодора Хазарская
Феодора Хазарская (греч. Θεοδώρα των Χαζάρων; VII век — VIII век) — византийская императрица, вторая супруга императора Юстиниана II. Сестра хазарского кагана Ибузира Глявана.
Юстиниан II впервые вступил на престол в 685 году, но в 695 году был свергнут в результате государственного переворота под руководством Леонтия. Его нос и язык были отрезаны, а самого бывшего императора сослали в Херсонес в Крыму. Приблизительно в 702 году до императора Тиверия III дошёл слух о том, что он готовит восстание, и Юстиниан бежал в Хазарский каганат. Каган Ибузир Гляван приветствовал изгнанника и женил его на своей сестре, чьё имя при рождении в истории не сохранилось. При крещении ей было дано имя Феодора, вероятно в честь супруги Юстиниана I. Каган снабжал супругов деньгами и предоставил им дом в Фанагории. В конце концов Тиверий подкупил Ибузира Глявана. Согласно летописи Феофана Исповедника, приблизительно 704 году каган отправил двух людей убить зятя. Феодора узнала об этом и предупредила своего мужа; Юстиниан убил нападавших и бежал обратно в Херсон.
Феодора осталась у своего брата. Считается, что их единственный известный сын Тиверий родился в во время разлуки родителей. В 705 году Юстиниан заключил новый союз, на этот раз с Тервелом из Болгарии. С болгарской армией он сверг Тиверия III и восстановил свой трон. Феодора стала императрицей, но всё ещё находилась в Хазарии. Согласно летописям Феофана Исповедника и патриарха Никифора I, Юстиниан планировал вернуть свою жену силой. В 705/706 году к Азовскому морю был отправлен флот, чтобы привезти Феодору в Константинополь, однако он попал в шторм и утонул. Ибузир Гляван написал зятю, что не хочет войны и сообщил о существовании сына Тиверия. Византийские эмиссары забрали Феодору в Константинополь, где она была коронована как Августа, а Тиверий был провозглашён младшим императором.
Во время своего второго правления Юстиниан оказался беспощадным в своем стремлении отомстить сторонникам Леонтия и Тиверия III. При поддержке Ибузира Глявана в 711 году в Херсоне началось новое восстание под предводительством ссыльного военачальника Вардана, который взял имя Филиппик.
Юстиниан был казнён в декабре 711 года. Услышав известие о его смерти, мать Юстиниана Анастасия попыталась защитить 6-летнего внука Тиверия. Она спрятала мальчика во Влахернской церкви, однако приспешники нового Филиппика, несмотря на мольбы Анастасии, забрали его из алтарника и казнили. С его смертию династия Ираклия прервалась. Неясно, была ли Феодора ещё жива в то время. Она больше не упоминается в летописях Феофана и Никифора, а Иоанн Зонара предполагает, что она к тому времени уже умерла.